# Kraľovany
Kraľovany (em húngaro: Kralován) é um município da Eslováquia, situado no distrito de Dolný Kubín, na região de Žilina. Tem 18,81 km² de área e sua população em 2018 foi estimada em 432 habitantes.

## Demografia
| Ano:        | 1994 | 2004   | 2014   | 2024   |
| ----------- | ---- | ------ | ------ | ------ |
| Broj ljudi: | 478  | 465    | 443    | 430    |
| Razlika:    |      | -2,71% | -4,73% | -2,93% |

| Ano:               | 2023 | 2024   |
| ------------------ | ---- | ------ |
| Número de pessoas: | 429  | 430    |
| Diferença:         |      | +0,23% |